# Peigney
Peigney é uma comuna francesa na região administrativa de Grande Leste, no departamento de Haute-Marne. Estende-se por uma área de 8,22 km². Em 2010 a comuna tinha 383 habitantes (densidade: 46,6 hab./km²).